# Bailliage d'Aarbourg
1415–1798
Entités suivantes :
- District de Zofingue (1803)

Le bailliage d'Aarbourg est un bailliage bernois qui a existé de 1415 à 1798.

## Histoire

Carte des bailliages bernois au XVIIIe siècle.

La seigneurie d'Aarbourg appartient aux Frobourg puis aux Habsbourg. Le siège du bailliage est le château d'Aarbourg. Le bailli d'Aarbourg administre également le comté de Lenzbourg jusqu'en 1442-1444, date à laquelle est le premier bailli de Lenzbourg est nommé.
En 1516, Berne achète la partie des droits de basse justice sur Brittnau qui avaient été hypothéqués avant la conquête.